# Крица
Кри́ца — рыхлый ком размягчённого губчатого железа в смеси со шлаком и частицами несгоревшего угля, образующийся при плавке железной руды в условиях низких относительно доменной плавки температур (до 1300 °С). Название произошло от древнерусского «кръч» — кузнец. Также крицу называют сыродутным железом.

## История
В глубокой древности железо получали нагреванием железных руд в смеси с древесным углём в ямах, расположенных ниже поверхности земли и часто окружённых небольшим валом из глины и мелких камней для уменьшения потерь тепла. Первым металлургическим агрегатом, специально предназначенным для восстановления железных руд, являлся низкий (высотой 1—1,5 м) сыродутный горн. Под воздействием горячего восстановительного газа в нём образовывалась крица, поскольку температура в горне не превышала 1300 °С и была недостаточной для образования чугуна.
В дальнейшем крицу получали в более сложных печах — штюкофенах, каталонских горнах.
После 4—5 часов непрерывной работы печи раскалённую до белого каления крицу клещами извлекали через пролом в передней стенке горна вместе с частью шлака и кусочками угля. Металл уплотняли деревянным молотом, большие крицы топором разрубали на 2—4 части и ковали ручным кузнечным молотом для удаления шлака из пор (его начальное количество составляло 4—6 % по массе). Основная часть шлака выжималась из металла, а оставшийся шлак в количестве 1—2 % располагался в виде нитей, переплетавшихся с волокнами металла. Перед следующей плавкой переднюю стенку горна ремонтировали, вставляли новое сопло, охладившуюся кладку разогревали сжиганием порции древесного угля, после чего начинали получение новой крицы. В зависимости от размеров горна и интенсивности подачи дутья за одну плавку получали 10—80 кг металла, а число выработанных за сутки криц достигало 3—4.
В каталонском горне крицу извлекали клещами через верх, используя в качестве рычагов ломы́. Для облегчения работы одну из боковых стенок горна делали ниже другой. Масса крицы достигала 100—150 кг, в течение года производили до тысячи криц. Горячую крицу уплотняли механическим молотом, приводимым в действие водяным колесом.

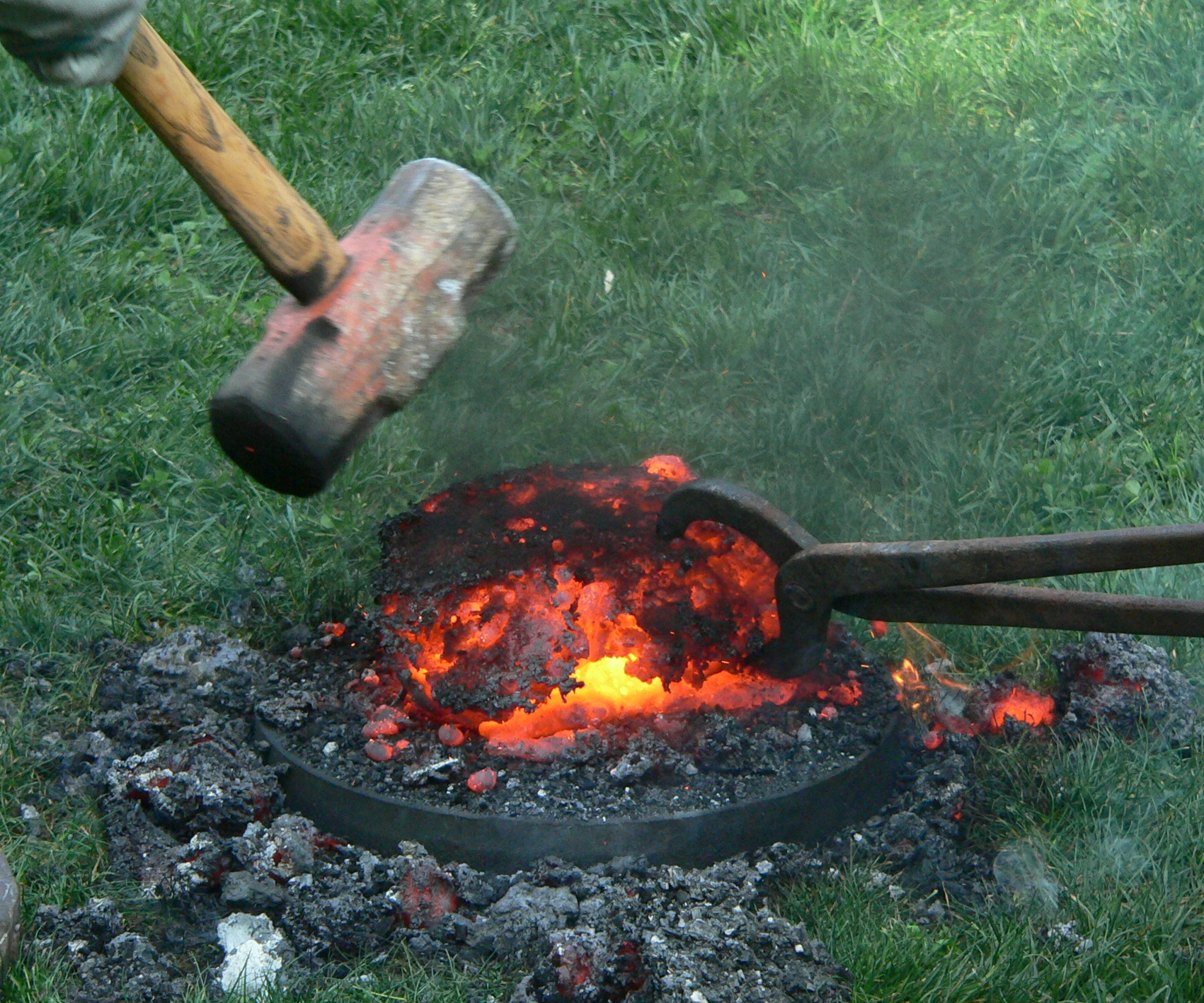
Крица, вынутая из печи
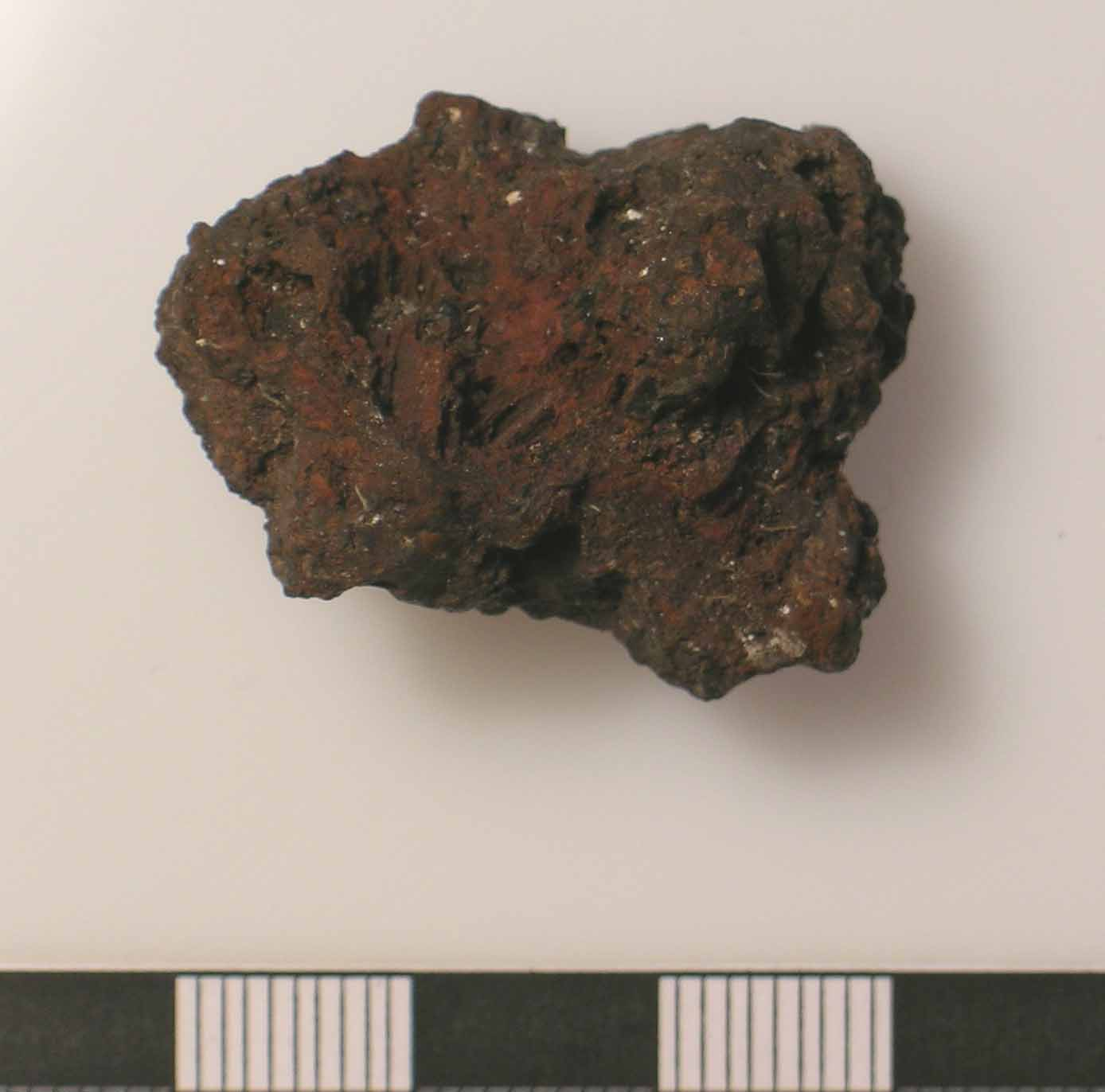
Кусок крицы, найденный при раскопках в Сассексе
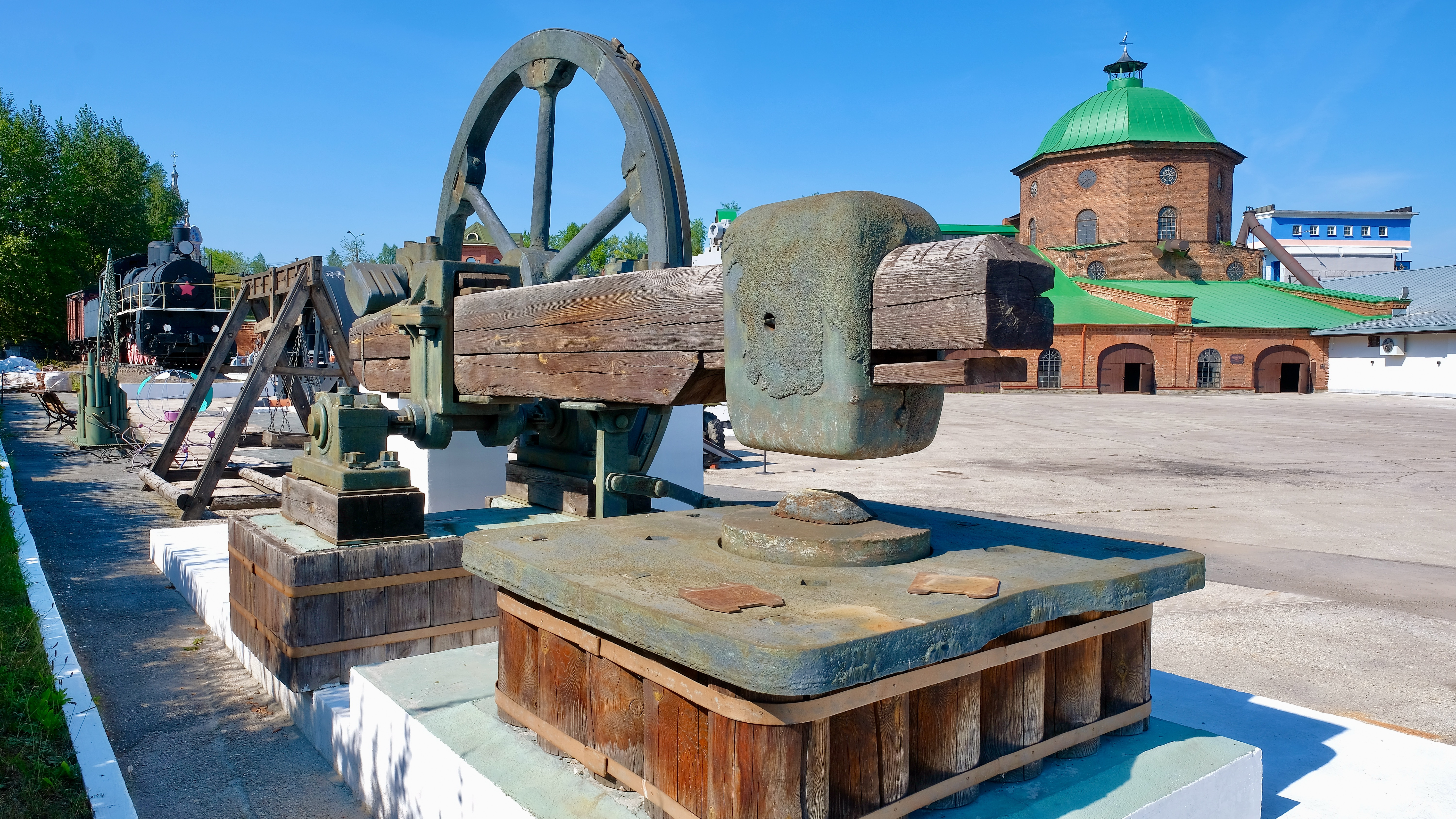
Вододействующий кричный молот в музее Северская домна
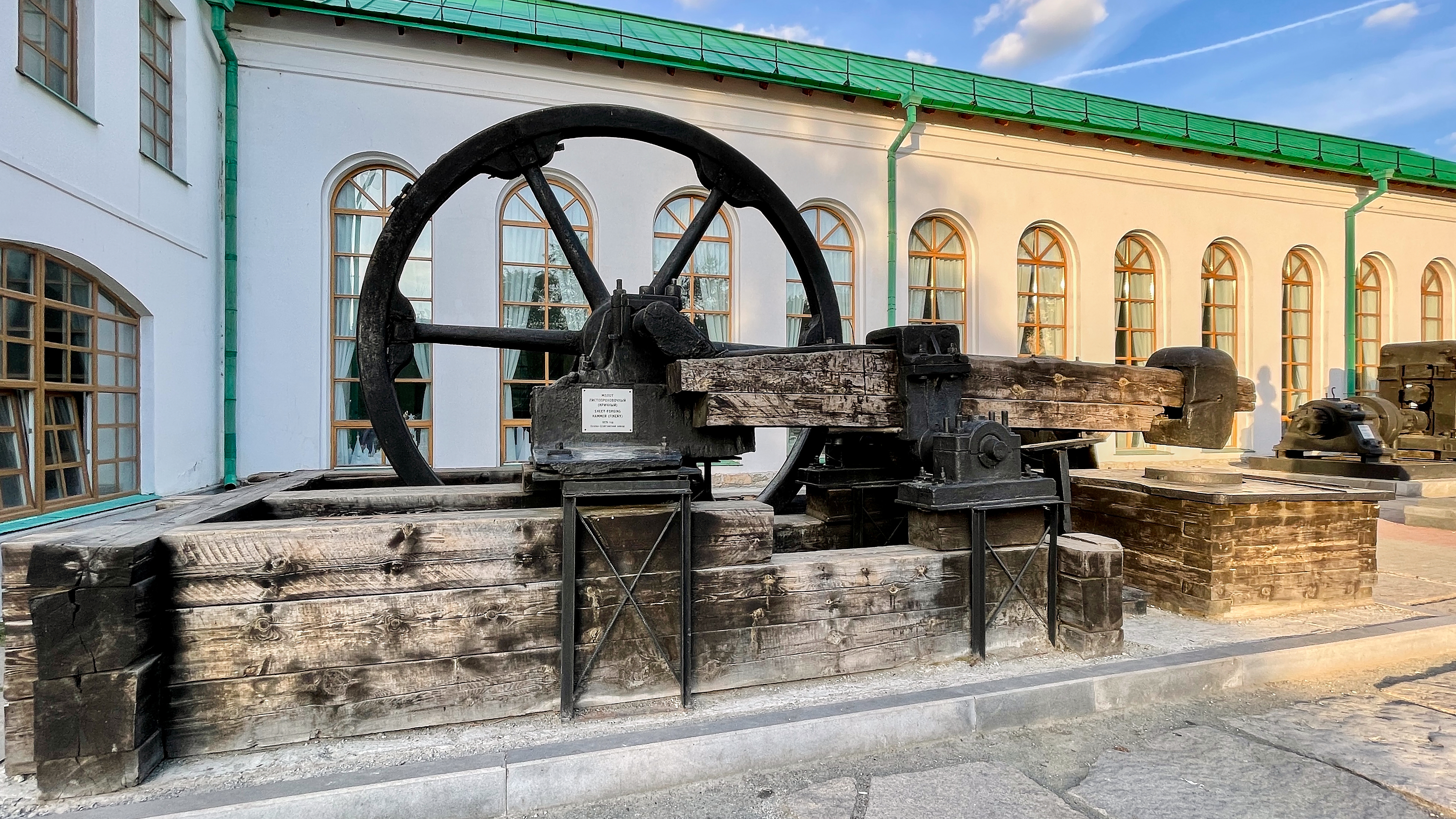
Кричный молот в музее УрГАХУ

## Теории образования крицы
Наиболее распространённая теория получения крицы заключается в том, что железная руда восстанавливалась до металла в твёрдом состоянии в виде пористой пастообразной низкоуглеродистой массы, сквозь которую проникал вязкий железистый шлак, хорошо плавящийся при температуре выше 1200 °С. В результате пористое железо образовывало достаточно плотную крицу и обычно не было насыщено углеродом. Лишь в отдельных местах формировались науглероженные зоны. Целью плавки было получение как можно более мягкого (низкоуглеродистого) ковкого металла.
Некоторые исследователи полагают, что в ходе сыродутной плавки в зонах печи, где температура составляла 800—1200 °С, частицы железа сначала науглероживались, а затем плавились в виде чугуна. Однако потом происходило повторное окисление углерода и металла в фурменной зоне печи, температура в которой превышала 1400 °С. Ряд авторов полагает, что в обеих вышеупомянутых теориях есть доля истины, так как, несмотря на малые размеры первых сыродутных горнов или благодаря им, а возможно, в зависимости от способа подготовки и загрузки шихты в горн в различных его зонах могли проходить оба процесса. Поэтому продукты сыродутного производства могли содержать и высоконауглероженный металл, и даже частицы чугуна. Существует также точка зрения, согласно которой процесс получения крицы мог быть двухстадийным. В этом случае в ходе первой стадии плавки руды получали частично восстановленный или металлизованный агломерат. На второй стадии этот агломерат переплавляли с получением плотной железной крицы или чугуна.